# Paul Goalabre
Paul Goalabre (* 26. September 1991) ist ein ehemaliger französischer Skilangläufer.

## Werdegang
Goalabre trat bis 2011 bei Juniorenrennen an. Er gewann dabei in der Saison 2010/11 die U20-Gesamtwertung. Seit 2011 nimmt er vorwiegend am Alpencup teil. Dabei kam er im März 2011 mit dem zweiten Platz über 10 km Freistil in Ramsau am Dachstein erstmals aufs Podium. Nach Platz drei über 10 km Freistil zu Beginn der Saison 2011/12 beim Alpencup in Pokljuka, kam er im Skiathlon in Zwiesel auf den zweiten Platz und holte im Sprint seinen ersten Sieg im Alpencup. Die Saison beendete er auf dem sechsten Platz in der Gesamtwertung. Zu Beginn der folgenden Saison kam er mit dem dritten Platz über 10 km Freistil in Goms erneut aufs Podest. Seinen ersten Auftritt im Skilanglauf-Weltcup hatte er bei der Tour de Ski 2012/13, wo er in Val Müstair mit dem 28. Rang im Sprint auch seine ersten Weltcuppunkte holen konnte. In der Saison 2013/14 holte er im Alpencup drei Siege und einen zweiten Platz und gewann damit zum Saisonende die Gesamtwertung. Bei den U23-Weltmeisterschaften 2014 im Val di Fiemme gewann er Silber im Sprint. In der folgenden Saison siegte er ebenfalls dreimal im Alpencup. Zudem wurde er einmal Zweiter und einmal Dritter und gewann damit wie im Vorjahr die Gesamtwertung. Im Januar 2015 erreichte er in Rybinsk mit dem 15. Platz im Sprint seine beste Platzierung im Weltcup.  In der Saison 2016/17 errang er im Alpencup jeweils einmal den dritten, den zweiten und den ersten Platz und erreichte den sechsten Platz in der Gesamtwertung. In der folgenden Saison startete er in Dresden letztmals im Weltcup und kam dabei auf den 50. Platz im Sprint. Von 2018 bis zu seinem Karriereende im Jahr 2022 nahm er ausschließlich an FIS-Rennen und Skimarathon-Rennen teil.

## Siege bei Continental-Cup-Rennen
| Nr. | Datum             | Ort        | Disziplin                   | Serie    |
| --- | ----------------- | ---------- | --------------------------- | -------- |
| 1.  | 14. Januar 2012   | Zwiesel    | Sprint Freistil             | Alpencup |
| 2.  | 13. Dezember 2013 | St. Ulrich | Sprint Freistil             | Alpencup |
| 3.  | 10. Januar 2014   | Chamonix   | Sprint Freistil             | Alpencup |
| 4.  | 11. Januar 2014   | Chamonix   | 15 km klassisch             | Alpencup |
| 5.  | 21. Februar 2015  | Campra     | 15 km klassisch             | Alpencup |
| 6.  | 22. Februar 2015  | Campra     | Gesamtwertung Etappenrennen | Alpencup |
| 7.  | 14. März 2015     | Chamonix   | 15 km Freistil              | Alpencup |
| 8.  | 18. Februar 2017  | Zwiesel    | 15 km Freistil              | Alpencup |

## Platzierungen im Weltcup

### Weltcup-Statistik
Die Tabelle zeigt die erreichten Platzierungen im Einzelnen.
- 1.–3. Platz: Anzahl der Podiumsplatzierungen
- Top 10: Anzahl der Platzierungen unter den ersten zehn
- Punkteränge: Anzahl der Platzierungen innerhalb der Punkteränge
- Starts: Anzahl gelaufener Rennen in der jeweiligen Disziplin
- Hinweis: Bei den Distanzrennen erfolgt die Einordnung gemäß FIS.

| Platzierung         | Distanzrennen a | Distanzrennen a | Distanzrennen a | Distanzrennen a | Distanzrennen a | Skiathlon Verfolgung | Sprint | Etappen- rennen b | Gesamt | Team   | Team    |
| Platzierung         | ≤ 5 km          | ≤ 10 km         | ≤ 15 km         | ≤ 30 km         | > 30 km         | Skiathlon Verfolgung | Sprint | Etappen- rennen b | Gesamt | Sprint | Staffel |
| ------------------- | --------------- | --------------- | --------------- | --------------- | --------------- | -------------------- | ------ | ----------------- | ------ | ------ | ------- |
| 1. Platz            |                 |                 |                 |                 |                 |                      |        |                   |        |        |         |
| 2. Platz            |                 |                 |                 |                 |                 |                      |        |                   |        |        |         |
| 3. Platz            |                 |                 |                 |                 |                 |                      |        |                   |        |        |         |
| Top 10              |                 |                 |                 |                 |                 |                      |        |                   |        |        |         |
| Punkteränge         |                 |                 | 1               |                 |                 |                      | 5      |                   | 6      |        |         |
| Starts              | 1               | 2               | 5               |                 |                 | 3                    | 18     | 1                 | 30     |        |         |
| Stand: Karriereende |                 |                 |                 |                 |                 |                      |        |                   |        |        |         |

### Weltcup-Gesamtplatzierungen
| Saison  | Gesamt | Gesamt | Distanz | Distanz | Sprint | Sprint |
| Saison  | Punkte | Platz  | Punkte  | Platz   | Punkte | Platz  |
| ------- | ------ | ------ | ------- | ------- | ------ | ------ |
| 2012/13 | 3      | 161.   | -       | -       | 3      | 105.   |
| 2013/14 | 1      | 168.   | 1       | 108.    | -      | -      |
| 2014/15 | 35     | 101.   | -       | -       | 35     | 49.    |
| 2015/16 | -      | -      | -       | -       | -      | -      |
| 2016/17 | 6      | 147.   | -       | -       | 6      | 85.    |